# Нудоль (река)
Ну́доль — река в Московской области России, правый приток Истры.
Образуется к северу от деревни Денежкино городского округа Истра слиянием рек Болденки и Вельги. Впадает в Истринское водохранилище в 75 км от устья реки Истры, у деревни Климово городского округа Солнечногорск. Длина составляет 30 км, площадь водосборного бассейна — 320 км², по другим данным, длина — 26 км, от истока Вельги — 43 км.
По данным Государственного водного реестра России, относится к Окскому бассейновому округу. Речной бассейн — Ока, речной подбассейн — бассейны притоков Оки до впадения Мокши, водохозяйственный участок — Истра от истока до Истринского гидроузла.

## Притоки
(расстояние от устья)
- ? км: река Здиргиш (лв)
- ? км: река Супрутка (лв)
- 7,1 км: река Вельга (лв)
- ? км: река Юрьевка (пр)
- ? км: река Гвоздня (лв)
- 26 км: река (ручей) Вельга (лв)
- 26 км: река Болденка (пр)